# Ingo Lesser
Ingo Lesser (Brotterode, 6 febbraio 1966) è un ex saltatore con gli sci tedesco.
Durante quasi tutta la sua carriera agonistica gareggiò per la nazionale tedesca orientale.

## Biografia
In Coppa del Mondo esordì il 19 gennaio 1986 a Oberwiesenthal, ottenendo l'unico podio in carriera (3°). Non partecipò né a rassegne olimpiche né iridate.

## Palmarès

### Coppa del Mondo
- Miglior piazzamento in classifica generale: 36º nel 1986
- 1 podio (individuale):
  - 1 terzo posto